# Темнопёрая серая акула
Темнопёрая се́рая аку́ла, или и́ндо-тихоокеа́нская се́рая аку́ла (лат. Carcharhinus amblyrhynchos), — вид акул из рода Carcharhinus семейства серых акул отряда кархаринообразных. Эти акулы обитают в Индо-тихоокеанской области на глубине до 1000 м. У этого вида типичная для серых акул веретенообразная форма тела, широкое, закруглённое рыло и крупные глаза. От схожих видов темнопёрые серые акулы отличаются ровной окраской или белой окантовкой первого спинного плавника и тёмными кончиками всех прочих плавников, каудальный край хвостового плавника имеет широкую тёмную окантовку, хребет между спинными плавниками отсутствует. Максимальная зарегистрированная длина 255 см, тогда как в среднем особи данного вида не превышают в длину 1,9 м.
Темнопёрые серые акулы — стремительные и подвижные хищники, которые охотятся в первую очередь на костистых рыб и головоногих, плавающих в толще воды. От большинства рифовых акул они отличаются агрессивным поведением, несмотря на небольшие размеры. У многих особей ограничен индивидуальный участок обитания, несмотря на это они скорее являются социальным нежели территориальным видом. Днём они собираются у обрыва кораллового рифа группами до 30 акул, а на ночь обособляются для охоты. Самки также собираются в стаи на мелководье, где повышенная температура воды ускоряет их собственный рост или рост вынашиваемых ими эмбрионов. Подобно прочим членам семейства серых акул темнопёрые серые акулы размножаются живорождением, внутриутробное питание зародыша обеспечивается посредством плацентарной связи. Самки ежегодно приносят от одного до 6 новорождённых.
Темнопёрые серые акулы демонстрируют агрессию посредством стереотипного поведения, предупреждая о готовящемся нападении. Зарегистрировано несколько нападений этих акул на людей, поэтому с ними надо соблюдать осторожность, особенно, если они начинают вести себя агрессивно. Медленный цикл размножения, ограниченность индивидуального участка и ухудшение условий среды обитания ставят этот вид акул в уязвимое положение. Существенного интереса для коммерческого рыбного промысла они не представляют, хотя регулярно попадаются в жаберные сети и ярусы.

## Таксономия и филогенез
Датский ихтиолог Питер Блекер первым научно описал темнопёрую серую акулу в 1858 году, дав новому виду название Carcharias (Prionodon) amblyrhynchos. Позднее вид был отнесён к роду серых акул. Голотип представляет собой самку длиной 1,5 м, пойманную в Яванском море. Видовой эпитет происходит от слов др.-греч. αμβλύ — «тупой» и греч. ῥινός — «нос» и связан с тем, что у темнопёрых серых акул притуплённое рыло.
В старой литературе этот вид часто упоминался под названием Carcharinus menisorrah. Carcharhinus wheeleri, обитающая в западной части Индийского океана, большинством авторов в настоящее время считается синонимом темнопёрой серой акулы. Изначально её выделяли в самостоятельный вид на основании наличия белой окантовки первого спинного плавника, укороченного рыла и меньшего количества верхних зубов. На основании морфологических характеристик, количества позвонков и формы зубов в 1982 году темнопёрая серая акула была признана близкородственным видом с белопёрой серой акулой. Эта гипотеза была подтверждена в 1992 с помощью аллозимного филогенетического анализа.

## Ареал
Темнопёрые серые акулы обитают в лагунах, каналах и вокруг рифов в тропических и субтропических морях. Их можно встретить в акватории Индийского и Тихого океанов у берегов Мадагаскара, Сейшельских и Мальдивских островов, Таиланда, Австралии, Новой Зеландии, Гавайских островов, Таити, в Красном море, у побережья Китая, Филиппин и Индонезии. Акулы предпочитают глубины до 275—280 метров и сильное течение. Наряду с белой рифовой акулой темнопёрая серая акула является наиболее распространённым видом акул в водах коралловых рифов Океании, в частности, они попадаются у берегов Американского Самоа, архипелага Чагос, острова Пасхи, острова Рождества, островов Кука, Маркизских островов, архипелага Туамоту, острова Гуам, Кирибати, Маршалловых островов, Микронезии, Науру, Новой Каледонии, Марианских островов, Палау, островов Питкэрн, Самоа, Соломоновых островов, Тувалу, Гавайских островов и Вануату.

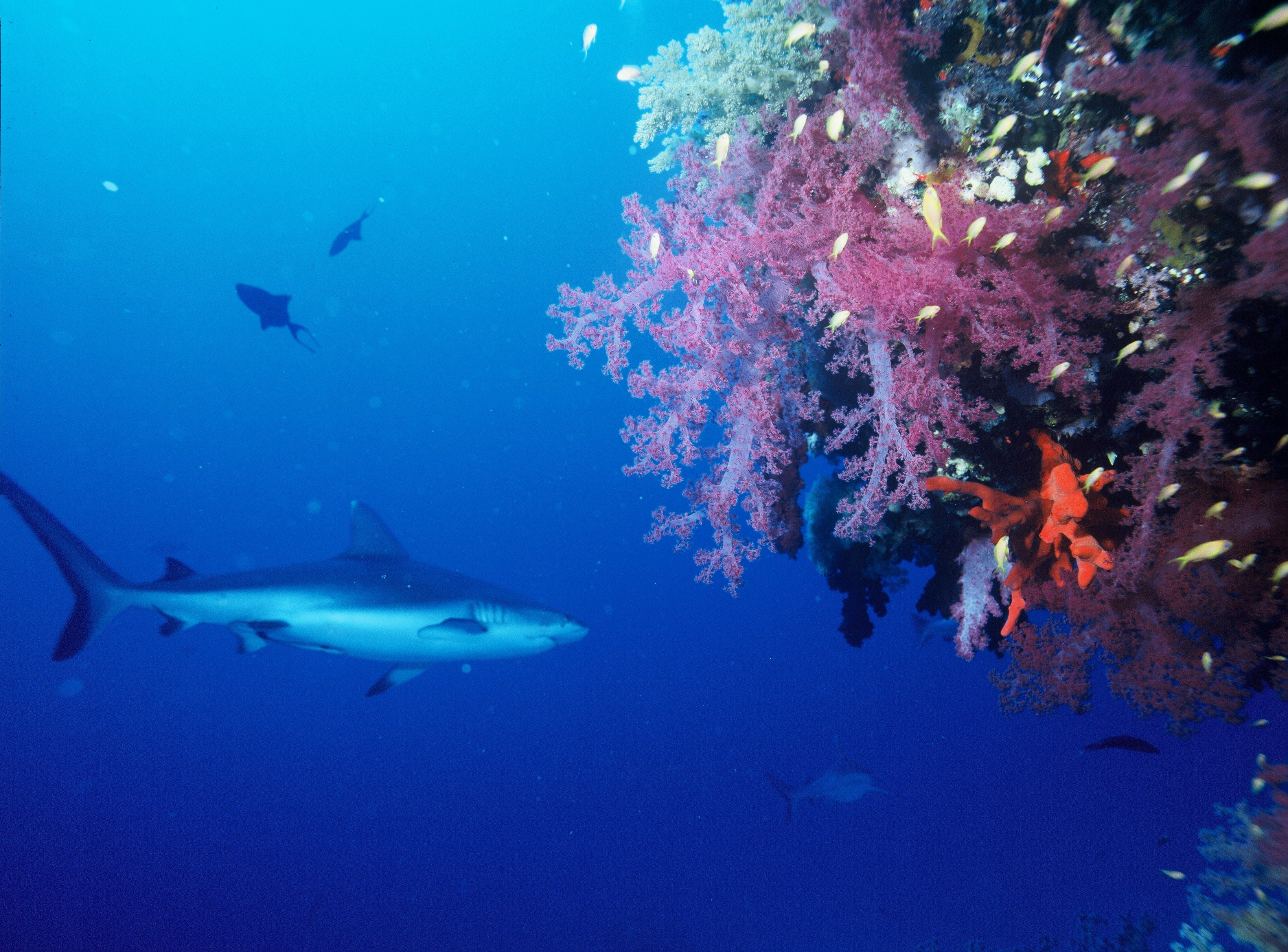
Темнопёрых серые акулы часто встречаются на коралловых рифах.

В целом, эти акулы предпочитают держаться в прибрежной зоне на мелководье не глубже 60 м, однако они встречаются и на глубине до 1000 м.. Темнопёрые серые акулы держатся на континентальном шельфе и материковом склоне. Их часто можно встретить у обрыва на внешнем крае рифа, иногда они уплывают на несколько километров в открытое море.

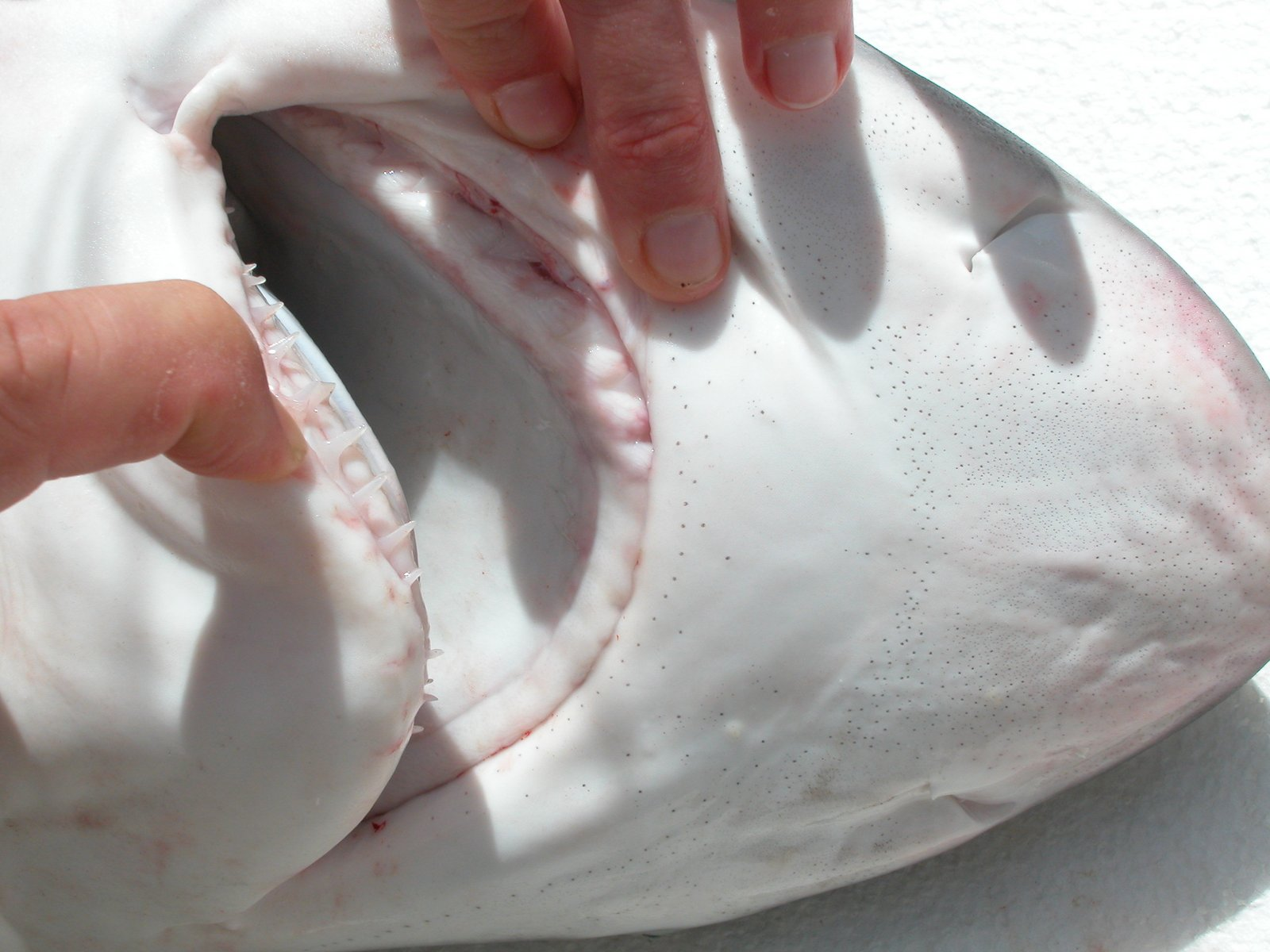
Нижние зубы темнопёрых серых акул уже верхних.

## Описание
Максимальная зарегистрированная длина 2,55 метра, а масса 33,7 кг. Средний размер не превышает 1,85 метра, самки существенно мельче чем самцы. Тело рыб торпедообразной формы, рыло круглое, широкое, глаза круглые, довольно крупные, их длина составляет 1,2—2,1 % от общей длины. Расстояние между ноздрями равно или в 1,2 раза превышает расстояние от кончика рыла до рта. Губные борозды короткие и малозаметные. Во рту имеются по 13—14 зубных рядов по обе стороны каждой челюсти. Верхние зубы имеют треугольную форму с наклонным остриём, нижние зубы ́уже, остриё поставлено вертикально. Края верхних зубов сильнее зазубрены по сравнению с нижними. Первый спинной плавник среднего размера, хребет между спинными плавниками отсутствует. Основание первого спинного плавника начинается позади кончиков грудных плавников, а второго спинного плавника — над основанием анального плавника. Грудные плавники узкие и изогнуты в виде серпа. Высота второго спинного плавника составляет 3,1—3,7 % от общей длины. Общее количество позвонков 168—193.
Этот вид акул — один из наиболее распространённых в Индо-Тихоокеанской области.
Цвет спины у этого вида акул — от светло- до тёмно-серого, иногда коричневатый, хвостовые плавники имеют чёрную кайму, кроме того широкая тёмная кайма пролегает по каудальному краю хвостового плавника. У особей, обитающих в западной части Индийского океана, кончик первого спинного плавника окрашен в белый цвет. Вентральная часть туловища этих рыб значительно светлее спины.

## Биология
Наряду с мальгашскими ночными и рифовыми акулами темнопёрые серые являются самыми распространёнными видами акул, обитающими на рифах в Индо-Тихоокеанской области. Они активно вытесняют большинство других акул с их излюбленных мест охоты, даже если те превосходят их по размеру. В местах, где темнопёрые серые акулы соседствуют с мальгашскими ночными, последние предпочитают держаться на мелководье. В местах скопления серо-голубых акул, как правило, встречается мало темнопёрых серых акул и наоборот. Возможно это связано со схожим рационом и возникновением пищевой конкуренции между этими двумя видами.
Изредка совершая заплывы в открытом море, темнопёрые серые акулы сопровождают морских млекопитающих или крупных пелагических рыб, например, парусников. Наблюдали за тем, как стая из 25 акул этого вида наряду с 25 шёлковыми акулами и одной белопёрой серой акулой следовала за большим стадом бутылконосых дельфинов. Радужные макрели трутся о грубую кожу темнопёрых серых акул, чтобы избавиться от паразитов. Был зарегистрирован случай такого безумия, вызванного подводным взрывом, убившим нескольких луцианов, в ходе которого одна акула была атакована и сожрана сородичами.
Темнопёрые серые акулы могут стать добычей более крупных хищников, например, белопёрых серых акул. На атолле Рангироа во Французской Полинезии, гигантские акулы-молоты пользуются ситуацией и охотятся на темнопёрых серых акул, изнурённых преследованием сородичей. На темнопёрых серых акулах паразитируют нематоды Huffmanela lata и некоторые веслоногие рачки, которые крепятся к их коже, а также личинки равноногих рачков  Gnathia trimaculata G. grandilaris, которые крепятся к жаберным тычинкам и септе.

### Питание
Эти акулы любопытны, активны и быстро плавают. Охотятся обычно ночью. Их рацион в основном состоит из костистых рыб, головоногие, такие как кальмары и осьминоги, являются вторичным источником пищи. Кроме того, их добычей могут стать ракообразные, например, крабы и омары. В рационе крупных особей доля головоногих выше по сравнению с рационом мелких. Темнопёрые серые акулы охотятся как группами, так и поодиночке. Известно, что во время охоты они отгоняют стаи рыб от внешнего края рифа. Им лучше удаётся ловить добычу, плавая в открытом море, иногда они охотятся вместе с рифовыми акулами, которые более преуспевают в пещерах и расщелинах. У темнопёрых серых акул сильно развито обоняние, они способны учуять 1 часть тунцового экстракта, растворённого в 10 миллиардах частей морской воды. В присутствии большого количества добычи они могут впасть в пищевое безумие.

### Жизненный цикл
В ходе совокупления самец кусает самку, чтобы удержать её.
У самцов и самок половая зрелость наступает по достижении длины 1,3—1,5 м и 1,2—1,4 м, соответственно. На Большом Барьерном рифе самки становятся половозрелыми примерно в возрасте 11 лет и достигают более крупных размеров. Это живородящие рыбы, самки ежегодно рожают до 4 детёнышей (6 на Гавайских островах) длиной 45—60 см. После того, как желточный мешок пустеет, он превращается в плацентарное соединение, посредством которого эмбрион получает питательные вещества вплоть до появления на свет. У взрослых самок имеются один функциональный яичник, расположенный справа, и две функциональные матки. Беременность длится от 9 до 14 месяцев. В Южном полушарии роды происходят в июле—августе, а в Северном — с марта по июль. Продолжительность жизни темнопёрой серой акулы достигает 25 лет.

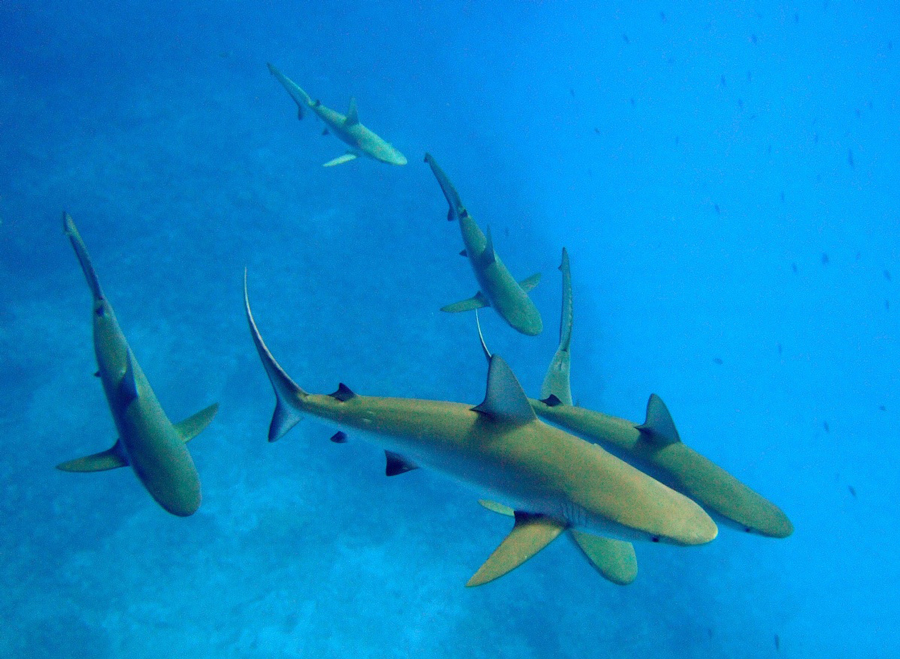
Темнопёрые серые акулы часто собираются в стаи.

### Поведение
В брачный период акулы охраняют занимаемую ими территорию (обычно около 4 км²) от сородичей. При появлении конкурента «хозяин» старается вынудить его удалиться демонстрируя своё недовольство — резко взмахивая хвостом, выгибая спину и т. п.; если же этого оказывается недостаточно, соперника прогоняют укусами (как правило — не смертельными). Акулы, обитающие в Тихом океане, значительно агрессивнее своих собратьев в Индийском океане и Красном море.
На Рангироа стаи из 30 акул проводят день на небольшой территории, а ночью расходятся по мелководью на охоту. Площадь их индивидуального участка обитания составляет около 0,8 км².
Темнопёрые серые акулы активны круглые сутки, однако, пик активности приходится на ночь. На Эниветоке, Маршалловы острова, акулы, обитающие в разной части кораллового рифа демонстрируют различное социальное и иерархическое поведение. Особи со внешнего океанического края имеют тенденцию постоянно перемещаться, преодолевая большое расстояние вдоль рифа, тогда как обитатели лагун и подводных вершин соблюдают границы индивидуального участка. У Гавайских островов некоторые акулы остаются на одной и той же территории в течение 3 лет,, тогда как на Рангироа они регулярно перемещаются на расстояние до 15 км. В определённых местах на Эниветоке темнопёрые серые акулы становятся крайне агрессивными, что, вероятно, связано с доминантным поведением на собственном участке обитания.

### Общественный инстинкт
Темнопёрые серые акулы нередко собираются в стаи. В северо-западной части Гавайских островов наблюдают большие скопления взрослых беременных самок, которые медленно кружат на мелководье, иногда выставляя над водой спинной плавник. Эти группы чаще всего собираются с 11:00 до 15:00 часов, когда солнце стоит высоко. Аналогичные стаи формируются в мелких водах на атолле Джонстон с марта по июнь. Количество акул в группе изменяется из года в год. Ежедневно они начинают приплывать к 09:00, наибольшая численность наблюдается к полудню в самое жаркое время дня, а расходятся
они около 19:00. Некоторые особи примыкают к одной и той же группе каждые 1—6 дней. Вероятно, тёплая вода ускоряет рост самок и развитие зародышей. Кроме того, на мелководье им удаётся избежать нежелательного внимания со стороны самцов.
В водах Эниветока темнопёрые серые акулы, обитающие в разных частях рифа, демонстрируют различное проявление общественного инстинкта. На мелководье и у подводных вершин акулы предпочитают вести одиночный образ жизни, тогда как у края рифа на обрыве они собираются утром в стаи от 5 до 20 особей, днём их численность увеличивается, а к ночи они расходятся. На ровных участках они образуют группы, движущиеся в одном направлении и плавают кругами у дна параллельно друг другу. Большинство участников таких образований — самки, вероятно, их формирование связано со спариванием и рождением потомства.

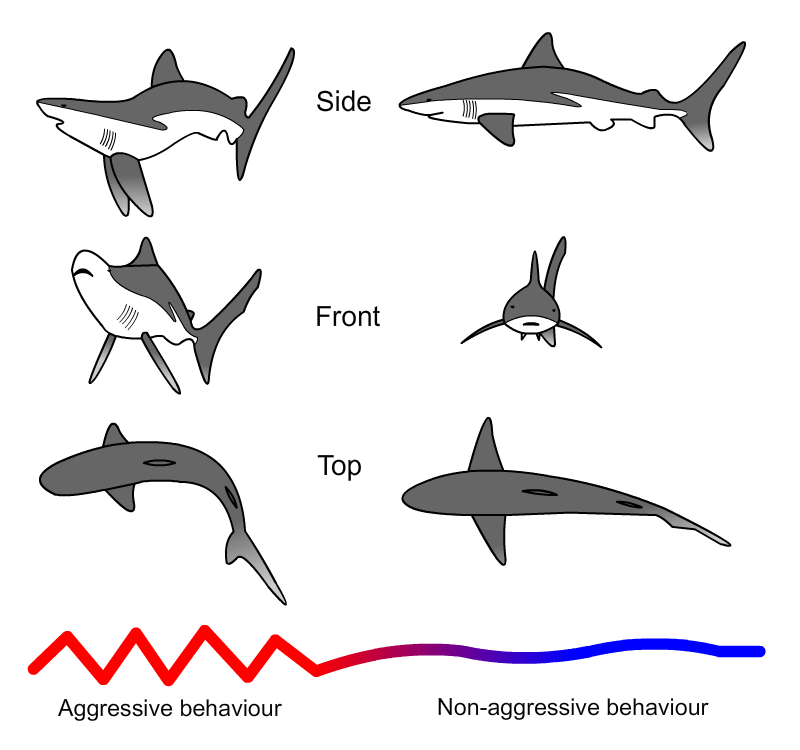
Справа показана нормальная схема движения акулы, а слева — проявление агрессии.

### Проявление агрессии
Характерная «сгорбленная» поза, которой темнопёрые серые акулы демонстрируют агрессию по отношению к своим конкурентам или в случае опасности, — наиболее хорошо известна. Подобное поведение было исследовано на примере реакции акул на приближение дайверов, в некоторых случаях демонстрация закончилась нападением. Акулы приподнимали рыло, опуская грудные плавники, выгибали спину и сгибали тело в боковой проекции. Сохраняя эту позу, акулы скованно плавали, совершая акцентированные движения из стороны в сторону, иногда выполняя петли в виде восьмёрки. Интенсивность демонстрации возрастала по мере приближения раздражающего объекта и блокирования путей к отступлению. Если дайвер продолжал упорствовать, акула либо спасалась бегством, либо совершала быстрый укус открытой пастью, нанося резаную рану верхними зубами.
Наиболее часто подобное поведение наблюдали в присутствии дайверов или искусственных подводных объектов, которые приближались к акулам на несколько метров сзади и сверху. Агрессия может быть продемонстрирована в отношении мурен, был зарегистрирован случай, когда её объектом стала существенно превышающая размерами агрессора гигантская рыба-молот. Однако темнопёрые серые акулы никогда не ведут себя таким образом со своими сородичами. Этот факт даёт основание предположить, что такое поведение в первую очередь является реакцией на угрозу, то есть на хищника, а не на конкурента. Поскольку этот вид акул не является территориальным, они, вероятно, склонны защищать своё «внутреннее пространство». По сравнению с акулами, обитающими в водах Французской Полинезии и Микронезии, темнопёрые серые акулы из Индийского океана и западной части Тихого океана не столь агрессивны и реже принимают характерную позу.

## Взаимодействие с человеком
Темнопёрые серые акулы любопытны, их внимание привлекают совершающие погружение дайверы, к ним можно осторожно приблизиться, однако они быстро теряют интерес при повторных погружениях. В присутствии пищи они возбуждаются, причём в открытом море акулы ведут себя более агрессивно, чем на рифах. Зарегистрировано несколько нападений на гарпунёров, совершённых, вероятно, по ошибке, когда акула атаковала загарпуненную рыбу, находящуюся слишком близко к человеку. Темнопёрые серые акулы способны напасть, если их преследуют или блокируют им пути к отступлению. В случае проявления агрессии дайверам следует немедленно удалиться, не суетясь и обернувшись лицом к акуле. Не следует пытаться сфотографировать агрессивное поведение, известен как минимум один случай, когда вспышка фотоаппарата спровоцировала атаку. Несмотря на скромные размеры, темнопёрые серые акулы способны нанести серьёзные травмы. В ходе одного наблюдения акула несколько раз нападала на исследовательский подводный аппарат, оставив многочисленные отметины от зубов на пластиковом окне и откусив один из двигателей. Акула последовательно совершала броски с расстояния 6 метров, которое она преодолевала за 1/3 секунды. К 2008 году в Международный список нападений акул на человека было внесено 7 спровоцированных и 6 неспровоцированных атак акул этого вида, ни одна не имела фатального исхода.
Несмотря на то, что на Кокосовых островах и ещё в нескольких нетронутых уголках темнопёрые серые акулы остаются довольно многочисленными, популяция в целом уменьшается из-за медленной скорости воспроизведения, специфических требований к условиям окружающей среды и привязанности к индивидуальному участку обитания. В качестве прилова этих акул добывают по всему ареалу, мясо используют в пищу, а также для производства рыбной муки. Ещё одну опасность для них представляет разрушение рифов из-за антропогенного воздействия. В архипелаге Чагос их численность снизилась к 1996 году на 14 % по сравнению с 70-ми годами XX века. Количество акул этого вида в промысловой зоне на Большом Барьерном рифе сократилось на 97 % по сравнению с зонами, в которых судоходство запрещено. Одним из способов сохранения темнопёрых серых акул является развитие экотуризма. Международный союз охраны природы присвоил этому виду статус сохранности «Близкий к уязвимому положению».